# Comisaría General de Seguridad Ciudadana

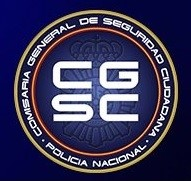
Emblema de la Comisaría General de Seguridad Ciudadana.

La Comisaría General de Seguridad Ciudadana es una unidad del Cuerpo Nacional de Policía directamente dependiente de la Dirección Adjunta Operativa de la Dirección General de la Policía. Esta unidad se encarga de la organización y gestión de lo relativo a la prevención, mantenimiento y, en su caso, restablecimiento del orden y la seguridad ciudadana; las competencias que le encomienda la legislación sobre seguridad privada; la vigilancia de los espectáculos públicos, en el ámbito de competencia del Estado, y la protección de altas personalidades, edificios e instalaciones que por su interés lo requieran.
La Comisaría General se crea en 1939 como «Comisaría General de Orden Público», llamándose brevemente entre 1976 y 1978 «Comisaría General de Seguridad y Orden Público» y renombrándose con su denominación actual en 1978.

## Estructura
Está integrada por las siguientes unidades:

### La Unidad Central de Coordinación Operativa y Técnica
En su función de asistencia y apoyo a la persona titular de la Comisaría General, le corresponde generar conocimiento para la realización y coordinación de la planificación operativa de la Comisaría General, facilitando las líneas generales de actuación para la configuración del Plan Estratégico en su área competencial. Coordina la actividad operativa y presta apoyo técnico a las unidades centrales y territoriales, asumiendo el seguimiento de la ejecución de las decisiones adoptadas. Gestiona los recursos humanos y los medios materiales adscritos para el servicio, implementando las medidas necesarias para obtener un mayor nivel de eficiencia. Define los procedimientos de gestión. Promueve las actividades de I+D+i en colaboración con la Subdirección General competente. Asimismo, coordina la colaboración internacional de la Comisaría General.
La persona responsable de esta Unidad, denominada Jefa o Jefe Central de Operaciones, sustituye a la persona titular de la Comisaría General en los casos de vacante, ausencia o enfermedad.
De esta Unidad dependen:
1.º La Brigada de Coordinación Operativa. Le compete planificar y coordinar las operaciones de su ámbito funcional, ejerciendo la supervisión de los servicios a nivel central. De esta Brigada dependen la Oficina Nacional de Deportes y la Oficina Central de Asuntos Taurinos.
La Oficina Nacional de Deportes. Encargada de la coordinación y apoyo de los Coordinadores de Seguridad en acontecimientos deportivos, así como de todas las funciones relacionadas con la prevención de la violencia en el deporte, actuando a estos efectos como Punto Nacional de Información.
La Oficina Central de Asuntos Taurinos. Encargada de la coordinación de las funciones atribuidas a la Policía Nacional en materia de espectáculos taurinos, así como de la colaboración con otras instituciones públicas y privadas relacionadas con esta materia.
2.º La Secretaría General. Se encarga de la gestión de los recursos humanos, la formación y los medios materiales adscritos a la Comisaría General. De igual manera, presta asistencia técnica, jurídica y administrativa a las unidades centrales y territoriales que conforman el área funcional de seguridad ciudadana.

### Jefatura de Unidades de Intervención Policial
Le corresponde la prevención, mantenimiento y restablecimiento del orden público. Coordina, supervisa y controla las Unidades de Intervención Policial, sin perjuicio de la dependencia funcional de las mismas de la respectiva Jefatura Superior de Policía, Comisaría Provincial o Comisaría Local donde tengan su sede o se hallen asignadas.

### Unidad Central de Protección
Le compete la organización y ejecución de los servicios de protección de las altas personalidades nacionales y extranjeras y de aquellas otras personas que se determinen, así como la de los edificios e instalaciones que por su interés lo requieran.
De esta Unidad dependen:
1.º La Brigada Central de Escoltas. Se encarga de la protección integral de altas personalidades del Estado y otras personas que se determinen, así como de aquellos edificios e instalaciones que por su interés lo requieran.
2.º La Brigada Central de Protecciones Especiales. Se encarga de la planificación y ejecución de los dispositivos de seguridad desarrollados para garantizar la protección integral de personalidades o delegaciones extranjeras durante su estancia en nuestro país, así como de la protección de testigos protegidos y la seguridad de los traslados de obras de arte que se determinen.

### Jefatura de Unidades Especiales
Le corresponde la coordinación, supervisión y control de las unidades con funciones de prevención y mantenimiento de la seguridad ciudadana que conforman las especialidades que se relacionan a continuación, sin perjuicio de la dependencia funcional de las mismas de la respectiva Jefatura Superior, Comisaría Provincial o Comisaría Local donde tengan su sede.
De esta Jefatura de Unidades Especiales dependen:
1.º Caballería. Le compete la dirección técnica de las unidades montadas en los servicios y actos de protocolo o representación en los que participen. Asimismo, desempeña la asesoría en la gestión y la administración en lo relativo a su equipamiento y estabulación.
2.º Guías Caninos. Se encarga de la dirección técnica de los servicios en los que participen unidades caninas, así como de la asesoría en los procesos de selección, adiestramiento y cuidado de perros.
3.º Subsuelo y Protección Ambiental. Le corresponde la dirección técnica de los servicios en los que participen dichas unidades. Elabora informes y estudios de seguridad. Colabora con otras unidades en trabajos desarrollados en espacios confinados o en altura. Igualmente, se implica en las actividades de protección ambiental en ese entorno.
4.º Brigada Móvil-Policía en el Transporte. Desempeña las competencias propias de la Policía Nacional en los medios de transporte colectivo de viajeros.
5.º Unidades de Prevención y Reacción. Le compete la prevención de la delincuencia, así como el mantenimiento y restablecimiento del orden y la seguridad ciudadana, de acuerdo con sus capacidades operativas, en las situaciones que se determinen.

### Unidad Central de Seguridad Privada
La Unidad Central de Seguridad Privada. Le corresponde, en su condición de Autoridad Nacional de Control, el control de las empresas, entidades y servicios privados de seguridad, la vigilancia e investigación de su personal, medios y actuaciones, así como aquellas funciones que le estén atribuidas en la normativa específica sobre esta materia, ejerciendo la coordinación y dirección técnica de las respectivas unidades territoriales.
A esta Unidad están adscritos el Interlocutor Policial Nacional Sanitario y el Foro de Interlocución Policial para la Igualdad de Género en el sector de la seguridad privada.
De esta Unidad dependen:
1.º La Brigada Central de Inspección e Investigación. Le compete la ejecución de las actuaciones policiales de inspección sobre empresas, despachos de detectives privados, personal, establecimientos, centros de formación, medidas de seguridad y cualesquiera otras actividades o servicios del sector de la seguridad privada. Asimismo, se encarga de la investigación del intrusismo e infracciones cometidas en este ámbito, así como de las relaciones de colaboración con el sector de la seguridad privada. 
2.º La Brigada Central de Empresas y Personal. Se encarga de la ejecución de las actuaciones policiales necesarias para la inscripción de las empresas de seguridad privada, la apertura de los despachos de detectives, así como la habilitación y acreditación del personal. Igualmente, lleva a cabo las pruebas de selección para el ejercicio de las funciones de seguridad privada y la tramitación de los expedientes que se le encomienden sobre autorizaciones y resoluciones sancionadoras.

### Unidad Central de Participación Ciudadana
Le corresponde la coordinación, supervisión y control de las delegaciones de participación ciudadana y del conocimiento de las demandas de los ciudadanos en el ámbito de la seguridad para su satisfacción. Promueve las estrategias, planes y programas dirigidos a colectivos, especialmente en relación con aquellos considerados como más vulnerables. Asimismo, se constituye como el responsable nacional para la interlocución social en materia de delitos de odio.

### El Gabinete
Dependiendo directamente de la persona titular de la Comisaría General, para su asistencia inmediata y apoyo en el desarrollo de sus funciones directivas.
CNP 66667